# Earl Rose
Pas d'image ? Cliquez ici

a Compétitions nationales et continentales officielles uniquement.

b Matchs officiels uniquement.
Dernière mise à jour le 7 octobre 2021.
Earl Rose, né le 12 janvier 1984 à Strand, est un joueur sud-africain de rugby à XV qui joue principalement au poste d'arrière.

## Biographie
Rose a fait ses études à l’école primaire de Rusthof et à Hoërskool Strand.

### Carrière sportive
Il a joué pour les Golden Lions en Currie Cup jusqu’en 2010 et a participé à la saison de Super 14 des Lions en 2010.
Entre-temps, il a été inclus en 2008 dans le groupe de 42 joueurs sélectionnés par l'entraîneur des Springboks, Peter de Villiers ; néanmoins, il ne dispute aucune rencontre officielle avec l'équipe nationale sud-africaine.
En 2011, il a été repêché dans l’équipe des Stormers en tournée en Australasie. Earl est depuis revenu à Strand où il a aidé son club local des Sirlowrians à monter au niveau supérieur dans le championnat des clubs du Cap occidental. Son excellente forme a été récompensée par une sélection pour l’équipe à sept de la Western Province en 2014. 

### Post-carrière
Après la fin de sa carrière de rugbyman, en janvier 2019, des séquences vidéo sont apparues pour montrer Rose et une homologue de sexe féminin qui s’entendaient pour voler des clubs de golf dans les sacs des membres du Stellenbosch Golf Club,. Le club de golf a confirmé que l’incident faisait l’objet d’une enquête policière et qu'il n’excluait pas la culpabilité de Earl Rose, mais n’a pas pu faire de commentaires pendant l’enquête. Il a ensuite été découvert que Rose appartenait à un groupe qui vendait des équipements de golf d’occasion en ligne. Les clubs volés ont été rendus, mais des accusations ont été portées contre Rose qui s’est rendu à la police et a comparu devant le tribunal pour vol.